# Реформатская церковь Зимбабве
Реформатская церковь Зимбабве (англ. The Reformed Church in Zimbabwe) — христианская деноминация в Африке.

## История
Церковь была основана миссионерами голландской реформатской церкви в Южной Африке 9 сентября 1891 года. Эндрю Лоу начал проповедовать в окрестностях Моргенстера, Зимбабве, среди народа шона.
Языком богослужения в церквях был африкаанс и английский. Позже деноминация расширилась среди народа Ньянджа. В 1999 году новое миссионерское поле было открыто в районе Бинга. Молодая церковь управлялась из Южной Африки под руководством Синода «Голландской реформатской церкви в Капской провинции». В конечном итоге возникла «Африканская реформатская церковь в Родезии» как местная и независимая церковь под контролем церковных советов, четырех пресвитерий и синода. В 1977 году она стала полностью автономной «Африканской реформатской церковью». Вскоре после обретения страной независимости в 1980 году название было изменено на «Реформаторскую церковь Зимбабве». Некоторые исторические церковные структуры до сих пор называются «Голландскими реформатскими церквями», и некоторые члены реформатской церкви до сих пор используют это название.

## Вероучение
Церковь — это организация реформатской веры. Реформатская вера основана на Библии и личных отношениях верующего с Богом через Христа. Реформация делает упор на божественной благодати и оправдании верой. Соответственно, священство принадлежит каждому верующему, а не религиозной иерархии. Поэтому каждый простой человек должен иметь беспрепятственный доступ к Слову Божьему, которое является священническим авторитетом для каждого верующего. Священное Писание является единственным религиозным авторитетом для церкви. Церковь придерживается Гейдельбергского катехизиса, Бельгийского исповедания и Дортских канонов в качестве своего доктринального стандарта.

## Деятельность
К 2019 году в церкви насчитывалось более 80 общин, 250 домашних церковных групп и около 100 000 членов. Церковь продолжает расти в городских районах Гверу, Квекве, Масвинго и Харере. Церковь является членом Всемирного совета церквей, Совета церквей Зимбабве. Помимо религиозной деятельности деятельности, церковь курирует школу Генри Мюррея для глухих в Моргенстере и школе Маргареты Хьюго (Копота) для слепых в Зимуто. Церковь также является ответственным органом за ряд начальных и средних школ, педагогический колледж, Теологический колледж Мюррея и Университет реформатской церкви (Reformed Church University, RCU) в Масвинго, а также две больницы и несколько клиник.

## Известные священнослужители
Эндрю Лоу — священник и основатель церкви, Генри Мюррей — священник шотландского наследия, инициировал создание Теологического колледжа Мюррея, Эзра Шумба, первый священник, прошедший обучение в Теологическом колледже Мюррея.